# 666 – Traue keinem, mit dem du schläfst!
666 – Traue keinem, mit dem du schläfst! („Nu te încrede în cel cu care te culci!”) este film comic german, produs în anul 2002 în regia lui Rainer Matsutani. Acțiunea filmului este o inspirație din tragedia Faust de Johann Wolfgang Goethe.

## Acțiune
Filmul este o prelucrare modernă a tragediei Faust, în care Frank Faust pentru a recâștiga prietena sa Jennifer, încheie o înțelegere cu diavolul. Necuratul, Mephisto apare în compania lui Faust, sub diferite chipuri ale unor personalități ca Heiner Lauterbach, Boris Becker, Verona Feldbusch și Claudia Schiffer. La scurt timp înainte de a-și recâștiga prietena, Mephisto se îndrăgostește de Faust. Diavolul pentru a împiedica reîmpăcarea prietenei cu Faust, înscenează o relație între Faust și diavol care apare ca și Claudia Schiffer. Pentru a-l seduce pe Faust, diavolul se transformă în Jennifer, care se va culca cu el. 
Pentru ca Faust să nu-l divulge, ca homosexual, divalolul îi redă fără condiții prietena.

## Distribuție
- Jan Josef Liefers - Faust
- Armin Rohde - Mephisto
- Sonsee Neu - Jennifer
- Hanns Zischler - Prințul Întunericului
- Thure Riefenstein - Axel
- Ralf Bauer - Ralf Bauer
- Mariella Ahrens - Conny
- Patricia Lueger - Susi
- Wolfgang Maria Bauer - Demonul 1
- Stefan Jürgens - Demonul 2
- Carolina Vera-Squella - Sora medicală
- George Lenz - soțul lui Karsten

Personalități
- Boris Becker
- Iris Berben
- Bernd Eichinger
- Verona Feldbusch
- Heiner Lauterbach
- Henry Maske
- Rudolph Moshammer
- Claudia Schiffer
- Hella von Sinnen